# Strängnäs
Strängnäs è un luogo della Svezia, capoluogo del comune omonimo, nella contea del Södermanland. Ha una popolazione di 12 296 abitanti.